# Нерсесян, Вреж Нерсесович
Вреж Нерсе́сович Нерсися́н (род. 15 декабря 1948), (после возведения в церковный сан Нерсес (Нерсесян)) — британский арменовед, искусствовед и библиограф. Протоиерей Армянской апостольской церкви, настоятель церкви Св. Егише. Доктор философии в области современных греческих и византийских исследований, бакалавр богословия Почётный доктор Армянской академии наук. С 1975 по 2011 год являлся руководителем отдела «Христианский Ближний восток» в Британской библиотеке. С 1986 по 2005 год был главным экзаменатором по классическому и современному армянскому языку в Лондонском университете.

## Биография
Вреж Нерсисян родился 15 декабря 1948 году в Тегеране (по другим данным в Лондоне). Начальное образование получил в Армянском колледже Калькутты. После чего учился в богословской семинарии Святого Эчмиадзина, затем продолжил своё обучение в Лондонском Кингс-колледже. Имеет степень бакалавра богословия и докторскую степень в области современных греческих и византийских исследований.

### Научная деятельность
Диссертация доктора философии была посвящена тондракийскому движению (религиозному движению в Армянской церкви IV—IX веках) была опубликована в 1987 году в Лондоне и переиздана в Принстонской Богословской Монографии (№ 15), а год спустя вышла в свет в Пенсильвании. С 1975 по 2011 год Нерсисян находился в должности куратора секции ближневосточного христианства в Британской библиотеке. С 1986 по 2005 год был главным экзаменатором по классическому и современному армянскому языку в Лондонском университете. Является автором ряда статей в таких академических изданиях как «The Grove Dictionary of Art» (1996), «An Encyclopedia»(ABC/CLIO2003), «The Blackwell Companion to Eastern Christianity (Blackwell, 2007)», «Sacred Books of the Three Faiths: Judaism, Christianity, Islam (2007)», «Byzantium 330—1453 (Royal Academy of Art, 2009)», «The Orthodox Christian World (Routledge 2012)». Помимо этого Нерсесян участвует в арменоведческих конференциях, а также конференциях посвященных восточному христианству. Читал лекции в Бодлианской библиотеке и Хейсропском колледже. Книга «Armenian Church Historical Studies: Matters of Doctrine and Administration», редактором которой выступил Нерсесян, была названа научной и отмечена для чтения, профессором кафедры арменоведческих исследований доктором истории Дэннисом Папазяном.
В 1997 году, за вклад в области армянских исследований, по указу президента Армении Нерсисян стал почетным гражданином Армении. В 2005 году его научные заслуги были признаны Армянской академией наук, от которой он получил звание почетного доктора Армянской АН

#### Сфера деятельности
По собственному признанию Нерсесяна, в область его интересов входят история, религиозная мысль и культура не-халкидонских церквей, и их связь с византийскими и западными традициями, а также древние рукописи, старопечатные книги и современные богословские издания.

### Церковная деятельность
В 1983 году, в ереванской церкви Св. Саргиса был рукоположён в священники. При возведении в сан священника, в честь покойного архиепископа Нерсеса Бозапаляна, взял имя «Нерсес». Спустя 8 лет, в 1991 году был возведен в сан протоиерея Католикосом Всех Армян Вазгеном I. За работы, посвященные армянской церкви, католикосом Гарегином II был награждён медалью Святого Нерсеса Шнорали. В настоящее время Нерсес (Нерсесян) является настоятелем армянской церкви Святого Егише в Лондоне

## Отзывы
В 1981 году, профессор кавказских исследований в Лондонском университете Дэвид Лэнг, говоря о выпущенной Нерсесяном книге «Catalogue of Early Armenian Books 1512—1850», отмечал

Составитель этого роскошного издания, доктор Нерсесян зарекомендовал себя как лидер
среди армянских библиографов активных сегодня
По мнению американской учёной, доктора философии по библиотечному делу и информатике (англ. PhD in Library and Information Science) Сильве Манугян, Вреж Нерсесян считается мировым авторитетом в области христианства Ближнего Востока

## Труды

### Книги
- Christology of the Armenian Church (Createspace Independent Pub, 2013)
- The Gospel of Catholicos Kostandin Barjrberdtsi, 1248 A.D. (2012)
- Armenian diaspora (The British Library Board, 2012)
- A Bibliography of Articles on Armenian Studies in Western Journals, 1869—1995 (Routledge, 2013)
- Vanishing Wildlife (2010)
- A Catalogue of the Armenian Manuscripts in the British Library and Other Libraries in the United Kingdom (Chicago University, 2010).
- Imitation of Christ: The Inspirational Teachings of Thomas a Kempis (Osprey Publishing, 2006)
- Gnostic Gospels: Including the Gospel of Thomas — The Gospel of Mary Magdalene (Osprey Publishing, 2006)
- Art of the Armenians (соавтор Tim Greenwood) (University of Washington Press, 2004)
- Treasures from the Ark (Getty Publications, 2001)
- The Armenian Church: Heritage and Identity (New York: St Vartan Press, 2001)
- The Bible in the Armenian Tradition (Getty Publications, 2001)
- "Armenian, " The Oxford Guide to Literature in English Translation, ed. P. France (2000)
- Did Trdat Meet Constantine I the Great? (Haigazian College, 1999)
- The Essential Gnostic Gospels: Including the Gospel of Judas the Gospel of Thomas & The Gospel of Mary (Osprey Publishingб 1999)
- Diocese of the Armenian Church of America (New York: St Vartan Press, 1996)
- Armenia (Oxford, 1993)
- Bernard Von Breydenbach’s Peregrinatio in Terram Sanctam and Its Significance for the History of Armenian Printing(Journal of the Society for Armenian Studies Vol. 4, 1991)
- The Tondrakian Movement (Wipf and Stock Publishers, 1988)
- The Taron Armenian Library of Artashes Ter Khatchaturian (Sam Fogg Rare Books and Manuscripts, 19880
- Armenian Illuminated Gospel-Books (British Library, 1987)
- Armenian Illuminated Gospels: The Life of Christ (British Library, 1984)
- Catalogue of Early Armenian Books, 1512—1850 (British Library Board, 1980)
- The Christian Orient (British Museum Publications, 1978)
- An Index of Articles on Armenian Studies in Western Journals (Luzac, 1976)
- The Paulician-T’ondrakian heresy: a religious historical study of the origin and development of the heresy in the Armenian church in the 9. — 11. centuries (1975) (Theological Monograph Series, № 15; Princeton University Press, 1988)

### Статьи
- The Armenian tradion (Part 1:Orthodox christianity around world /The Orthodox Christian World| / pp. 41–58, Routledge, 2012)
- The Marcy-Indjoudjian Cope (Ars orientalis, vol. 40., 2011)
- The Armenian christianity (The Blackwell Companion to Eastern Christianity, 2007)
- Oriental Orthodox: Armenian Hagiography (The Blackwell Companion to Eastern Christianity, 2007)
- Movses Khorenatsi and Ghazar P’arpetsi (Haigazian Armenological Review pp. 195–206 VOL. 18 (1998))
- The Co-Operation Between Father Ghevont Alishan and Lord Robert Curzon in the Field of Biblical Research (Haigazian Armenological Review pp. VOL. 23 (2003))
- Jesus in Armenian Christianity (Jesus in History,Culture and Thought: An Encyclopedia, pp. 25 Editor Prof. J. L. Houlden) (2003)
- «Armenian» in Encyclopedia of the Languages of Europe, ed. by Glanville Price, Oxford University Press,1998, pp. 13–18
- The art of the Interpreter. A review Essay (Journal of the Society for Armenian Studies, 9-10, 1996)
- The Armenian cementry at Uppuguda (Opiguda) (Andhra Historical Research Society, 1995)
- Religious movements in the Armenian Church from the IVth to the Xth cent (Journal of Theological Studies 1989, XL. 636—641)
- The visit to Ethiopia of Yohannes T’ovmacean, an Armenian jeweller, in 1764-66 (Journal of Ethiopian Studies № 15,1982 pp. 79–104)
- Ancient Christianity in the Caucasus (Iberica Caucasica vol.1)
- «Armenian in Finnegan’s Wake», in A Wake Newslitter, vol. XIII, no. 3, pp. 48–51, 1976)

### Редактор
- Armenian Sacred and Folk Music (Routledge, 2013)
- Essays On Armenian Music (1978)
- Armenian Church Historical Studies: Matters of Doctrine and Administration (1996)

### Публицистика
- Armenian miniatures returned to Jerusalem Patriarchate  (The Armenian reporter, 2011)
- The blessing of the Miwron : Behind the ritual Архивная копия от 14 июля 2014 на Wayback Machine (NewStatesman, 2008)
- The story behind the first Christian nation Архивная копия от 14 июля 2014 на Wayback Machine